# Sulphur Aeon
Sulphur Aeon — німецький дез-метал гурт, заснований у 2010 році. Гурт випустив три повноформатних студійних альбоми. Перший альбом: Swallowed by the Ocean's Tide музиканти випустили в 2013, а останній The Scythe of Cosmic Chaos був випущений у 2018 році.

## Історія
Гурт заснував у 2010 році Торстен Горстманн. Разом із продюсером Саймоном Вернером вони записали та випустили перший демо-запис. Саймон Вернер і Торстен Горстманн раніше грали разом у гурті December Flower.
Альбоми гурту описують Міфологію Ктулху, ця міфічна істота зображена на обкладинках альбомів.
У 2013 році був випущений альбом Swallowed by the Ocean's Tide на лейблі Imperium Productions. Після підписання контракту з Ván Records, другий альбом Gateway to the Antisphere побачив світ у 2015 році. У січневому випуску 2019 року німецького журналу Metal Hammer редакція відзначила альбом «The Scythe of Cosmic Chaos», випущений у 2018 році, як «Альбом місяця». Альбом отримав безліч позитивних відгуків від рецензентів, зокрема, на веб-сайті powermetal.de його назвали «Meisterwerk» (шедевр). Журнал Rock Hard також визнав альбом «шедевром» і поставив оцінку 9 з 10. Musikreviews.de оцінив альбом на 13 з 15 балів. Було також випущено музичне відео на пісню «Yuggothian Spell», засновану на творі Говарда Лавкрафта «The Haunter of the Dark».

## Дискографія
- Sulphur Psalms (2010, демо)[3]
- Deep Deep Down They Sleep (2012, мініальбом, Imperium Productions)[4]
- Swallowed by the Ocean's Tide (2013, альбом, Imperium Productions)[5]
- Gateway to the Antisphere (2015, альбом, Ván Records / Imperium Productions)[6]
- The Scythe of Cosmic Chaos (2018, альбом, Ván Records / Imperium Productions)[7][8]
- Unaussprechliche Kulte (Live at Culthe Fest 2019) (2020, концертний альбом, Ván Records)
- Seven Crowns and Seven Seals (2023, альбом, Ván Records)